# Louis Hardiquest
Louis Hardiquest (* 15. Oktober 1910 in Hoegaarden; † 20. Januar 1991 ebenda) war ein belgischer Radrennfahrer.

## Sportliche Laufbahn
Als Amateur gewann er 1930 die belgische Limburg-Rundfahrt. Hardiquest startete 1932 als Unabhängiger. 1934 wurde er Berufsfahrer im Radsportteam La Française-Dunlop und blieb bis 1940 als Radprofi aktiv.
Mit dem Sieg in der Flandern-Rundfahrt 1936 vor Edgard De Caluwé hatte er seinen bedeutendsten sportlichen Erfolg. 1932 gewann er eine Etappe der Katalonien-Rundfahrt. 1933 siegte er in der Tour de Corrèze und im Omloop der Vlaamse Gewesten (auch 1934). 1934 gewann er das Eintagesrennen Circuit du Morbihan vor Romain Gijssels. Paris–Belfort und eine Etappe der Tour de l’Ouest konnte er 1936 für sich verbuchen. Weitere Siege holte er in den Rennen Paris–Boulogne-sur-Mer und Grand Prix d’Hesbaye 1937 sowie bei Tielt–Antwerpen–Tielt 1938.
Zweite Plätze holte Hardiquest 1933 bei Paris–Nizza hinter Alfons Schepers, im Scheldeprijs 1933, bei Paris–Rennes und Paris–Bruxelles (hinter Edgard De Caluwé) 1935, in der nationalen Straßenmeisterschaft 1936, bei Paris–Roubaix 1938 und in den Rennen Circuit de Paris und Grand Prix Zottegem 1938.
Dritter wurde er in der Meisterschaft im Querfeldeinrennen und im Straßenrennen der Unabhängigen 1932, bei Lüttich–Bastogne–Lüttich 1935, Paris–Brüssel 1936, Paris–Limoges und Flandern-Rundfahrt 1937.
Hardiquest startete dreimal in der Tour de France. Er schied 1933, 1934 und 1935 jeweils aus.